# HMS Ursula (N59)
Pour les autres navires du même nom, voir HMS Ursula.
Le HMS Ursula (pennant number : N59) est un sous-marin britannique de la classe Undine ou Classe U   en service dans la Royal Navy. 
Le sous-marin est entré en service en 1938 et a été utilisé pendant la Seconde Guerre mondiale dans la mer du Nord et la Méditerranée. En 1944, le Ursula a été transféré à la marine soviétique et rebaptisé V-4. Il est resté en service soviétique jusqu'en 1950, date à laquelle le sous-marin a été renvoyé au Royaume-Uni et a été vendu à la casse en mai 1950.

## Conception et description
Le Ursula faisait partie du premier groupe de sous-marins de classe U. 2 autres groupes ont été construits ultérieurement. Les sous-marins avaient une longueur totale de 58,22 mètres et déplaçaient 549 t en surface et 742 t en immersion. Les sous-marins de la classe U avaient un équipage de 31 officiers et matelots.
Le Ursula était propulsé en surface par deux moteurs diesel fournissant un total de 615 chevaux-vapeur (459 kW) et, lorsqu'il était immergé, par deux moteurs électriques d'une puissance totale de 825 chevaux-vapeur (615 kW) par l'intermédiaire de deux arbres d'hélice. La vitesse maximale était de 11,25 nœuds (20,84 km/h) en surface et de 10 nœuds (19 km/h) sous l'eau.
Le Ursula était armé de six tubes lance-torpilles de 21 pouces (533 mm) (4 à l'avant et 2 en extérieur) et transportait également quatre recharges pour un grand total de dix torpilles. Le sous-marin était également équipé d'un canon de pont de 3 pouces (76 mm).

## Historique
Sa quille est posée le 19 février 1937 au chantier naval Vickers-Armstrong à Barrow-in-Furness, en Angleterre. Il est lancé le 16 février 1938 et mis en service le 20 décembre 1938 sous le commandement du lieutenant George Chesterman Phillips. 
Au début de la Seconde Guerre mondiale, l'Ursula est membre de la 6e flottille de sous-marins. Du 26 au 29 août 1939, la flottille est déployée sur ses bases de guerre à Dundee et Blyth. L'Ursula commence son service de guerre en opérant dans les eaux intérieures. Le 9 septembre 1939, il tire les premières torpilles britanniques de la guerre lorsqu'il attaque sans succès l'U-35, à 23 nautiques (43 km) au nord de l'île néerlandaise de Schiermonnikoog. 

### Attaque duLeipzig
Le 14 décembre 1939, l'Ursula patrouille au large de l'estuaire de l'Elbe lorsqu'il localise le croiseur léger allemand Leipzig, escorté par six destroyers. Le Leipzig revenait à Kiel pour subir des réparations, après avoir été torpillé et endommagé par le sous-marin HMS Salmon. Les eaux de l'estuaire de l'Elbe sont peu profondes et plonger en profondeur est une mission dangereuse impliquant le risque de rester coincé sur un banc de sable. Néanmoins, le sous-marin britannique plonge sous l'écran du destroyer et se place à portée du croiseur, la profondeur étant juste suffisante pour permettre cette manœuvre. Une fois le périscope remonté, l'Ursula tire une salve de six torpilles ; les deux explosions en résultant sont si proches que le submersible lui-même est gravement ébranlé. En retournant à la profondeur du périscope, aucun signe du croiseur n'est détecté, mais quatre de ses destroyers d'escorte se rapprochent à grande vitesse pour contre-attaquer. L'un d'eux, le F9, avait été touché et coulait. Une fois de plus, risquant les bancs de sable, l'Ursula plonge en vitesse et parvient à échapper aux multiples charges de profondeur. Lorsqu'il quitte les lieux, le submersible aperçoit deux des destroyers étant toujours dans la zone, apparemment, à la recherche de survivants. 

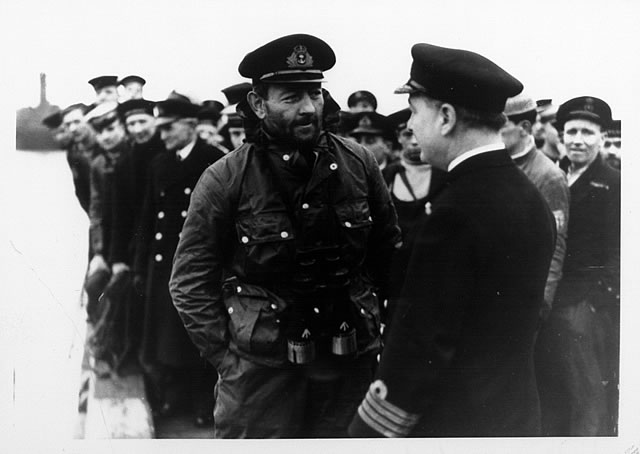
Le commandant Philips lors de son retour de la patrouille au cours duquel le Leipzig fut attaqué, 1939.

À son retour, le commandant, le lieutenant-capitaine de vaisseau George Chesterman Phillips est décoré de l'Ordre du service distingué et promotionné pour le naufrage du destroyer allemand. 

### Service en mer du Nord et en Méditerranée
L'Ursula reprend ensuite la chasse des navires ennemis en mer du Nord, coulant le marchand allemand Heddernheim, avant d'être réaffecté pour opérer en Méditerranée. Durant ses patrouilles, il coule le chasseur de sous-marins auxiliaire italien V 135 / Togo et les marchands allemands Sainte Marguerite II (un ancien navire français) et Ulysse (l'ancien Gran norvégien). Il endommage également le marchand italien Sabbia, avant d'être lui-même endommagé par des charges de profondeur lors d'une contre-attaque du torpilleur italien Generale Carlo Montanari. Quant à ses attaques infructueuses, cela concerne les navires de transport allemands Brook et Tilly LM Russ, le transport de troupes italien Vulcania et sous-marin allemand U-73. Il attaque et endommage ensuite le pétrolier italien Beppe, qui doit remorqué jusqu'à Tripoli. 

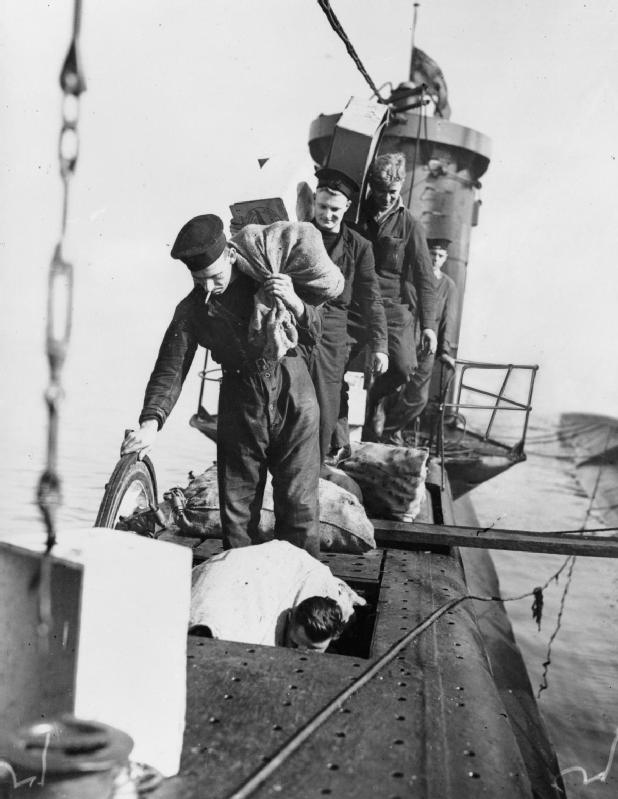
Chargement de vivres par l'équipage avant de partir en mission. Photo prise dans le port de Gosport, en Angleterre (date inconnue).

### Le «costumeUrsula»
Au début de la guerre, Philips et son équipage étaient devenus insatisfaits de la tenue conventionnelle des cirés et avaient conçu un uniforme spécial plus adaptée aux sous-mariniers. L'officier de navigation de l'Ursula, le lieutenant Lakin, était un motard passionné et portait une combinaison de motocyclette en coton ciré d'une seule pièce fabriquée par Barbour. Philips demanda à l'entreprise d'adapter le costume, de le diviser en veste et pantalon et d'ajouter une capuche. Le costume devint un vêtement de garde standard pour les sous-marins de la Royal Navy. 

### Service dans la marine soviétique
L'Ursula est transféré sous forme de prêt à l'Union soviétique le 26 juin 1944. Le navire est rebaptisé V-4 « Svanetia soviétique » par la marine soviétique, nommé d'après une province montagneuse de Géorgie d'où venait le nouveau commandant du sous-marin Yaroslav Iosseliani. Le 20 octobre 1944, il coule le chasseur de sous-marins allemands UJ-1219.
Ayant survécu à la guerre, il est renvoyé en Grande-Bretagne au début des années 1950 et démoli à Grangemouth en mai 1950.

### Commandement
- Lieutenant commander (Lt.Cdr.) George Chesterman Phillips (RN) du 8 novembre 1937 au 7 avril 1940
- Lieutenant commander (Lt.Cdr.) William Alexander Keith Napier Cavaye (RN) du 7 avril 1940 au 16 octobre 1940
- Lieutenant (Lt.) Alexander James Mackenzie (RN) du 16 octobre 1940 au 6 septembre 1941
- Lieutenant (Lt.) Arthur Richard Hezlet (RN) du 6 septembre 1941 au 6 mars 1942
- Lieutenant (Lt.) Richard Barklie Lakin (RN) du 6 mars 1942 à janvier 1943
- Lieutenant (Lt.) Anthony Robert Profit (RN) de janvier 1943 au 11 mai 1943
- T/Lieutenant (T/Lt.) Michael Dent Tattersall (RNVR) du 11 mai 1943 au 18 juillet 1943
- Lieutenant (Lt.) Albert George Davies (RN) du 18 juillet 1943 au 30 mai 1944

RN: Royal Navy - RNVR: Royal Naval Volunteer Reserve